# Céline Schärer
Céline Schärer (* 9. Februar 1990 in Zug) ist eine ehemalige Schweizer Triathletin. Sie ist Schweizermeisterin U23 des Jahres 2010, Schweizermeisterin auf der Triathlon-Langdistanz (2013, 2017), Kurzdistanz (2014) und bis 2019 Mitglied der Nationalmannschaft Swiss Triathlon im Elite B-Kader. Sie ist Ironman-Siegerin (2017).

## Werdegang
Céline Schärer kam als Sechsjährige zum Jugendtraining des Schwimmvereins Baar und betreibt Triathlon seit 1998. Sie ist fünffache Schweizermeisterin im Triathlon (Schülerinnen/Jugend), siebenfache Schweizermeisterin im Duathlon (Schülerinnen/Jugend) sowie Schweizermeisterin Laufen 3000 m Halle (Jugend).

2006 nahm Schärer an ihrem ersten ITU-Wettbewerb teil und wurde 26. bei der Junioren-Weltmeisterschaft.
2007 wurde sie 24. bzw. 31. bei der Junioren-Europa- bzw. Weltmeisterschaft und gewann etliche angesehene Schweizer Triathlons in ihrer Altersklasse: Aquathlon Basel (26. Mai 2007, Jugend A), Triathlon Murthen (10. Juni 2007, Junior) und Zyttrum Triathlon (16. Juni 2007, Jugend A). 2008 und 2009 erreichte Schärer vier Mal Top-Ten-Platzierungen in Junioren-Europacups, in der Schweiz gewann sie den Zürich Triathlon (12. Juli 2008), 2009 gewann sie den VW Circuit (Junior) und wurde Zweite bei den Schweizer Juniorenmeisterschaften. 2010 wurde sie Neunte bei der U23-Europameisterschaft und 23. bei der U23-Weltmeisterschaft.
In der Schweiz vertrat Céline Schärer den Schwimmclub Frauenfeld und das Tri Team Zugerland (Triathlon Checkpoint Zugerland). Seit 2008 trat Schärer auch in der französischen Clubmeisterschafts-Serie Lyonnaise des Eaux an, zunächst für Ste. Geneviève und seit 2009 für Tri Club Chateauroux 36.

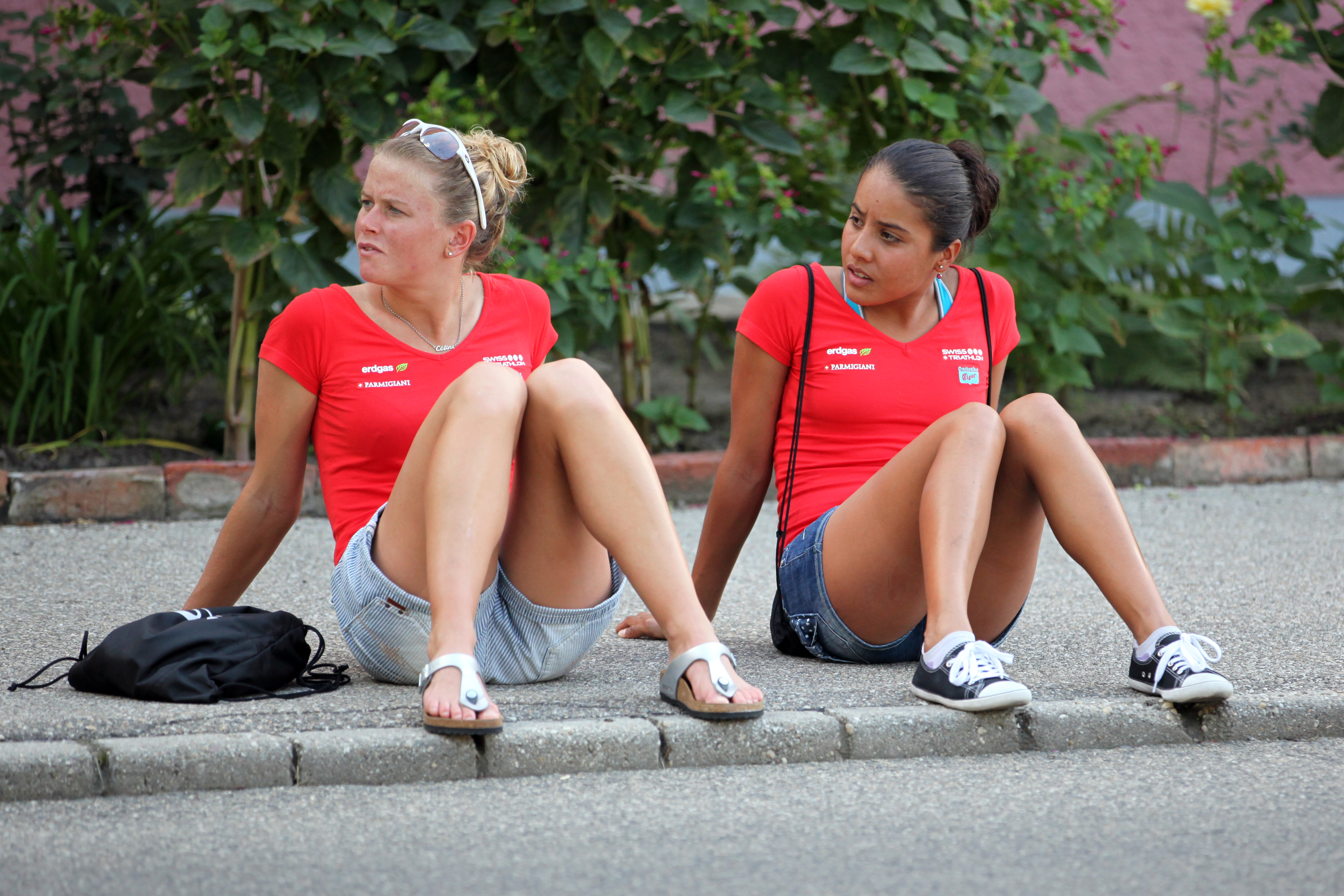
Céline Schärer (links) mit ihrer Teamkollegin Ruth Nivon Machoud in Tiszaújváros, 2011

Seit 2011 startete sie als Triathlon-Profi. Im September 2012 wurde Céline Schärer Vizeschweizermeisterin Triathlon über die olympische Distanz. Bei ihrem ersten Start auf der Ironman-Distanz wurde sie im Juli 2013 als beste Schweizerin Zweite in Zürich und damit Schweizermeisterin auf der Triathlon-Langdistanz.

### Schweizermeisterin Triathlon 2014
Im Juli 2014 wurde sie in Genf Schweizermeisterin auf der olympischen Distanz. Beim Ironman 70.3 Cozumel holte sie sich im September 2015 ihren ersten Sieg auf der halben Ironman-Distanz. Die mehrfache Schweizermeisterin Triathlon (Schüler, Jugend) gewann 2015 den Ironman South Africa in ihrer Alterskategorie und qualifizierte sich damit für den Ironman Hawaii (Ironman World Championships).
Sie startete seit 2016 für das Team von Cube. Im August 2016 wurde sie Zweite beim Ironman Vichy.

### Siegerin Ironman 2017
Im Juli 2017 gewann die damals 27-Jährige bei ihrem vierten Start in Zürich den Ironman Switzerland und sie qualifizierte sich damit erstmals für einen Startplatz beim Ironman Hawaii (Ironman World Championships), wo sie im Oktober den 23. Rang belegte.
Im Dezember 2019 erklärte die damals 29-Jährige nach acht Jahren als Profi ihre aktive Zeit als beendet.

### Privates
Céline Schärer schloss die Fachmittelschule in Zug ab und lebt in Steinhausen. Sie studierte Marketing am AKAD in Zürich.  Auch ihre ältere Schwester Stéphanie Duss-Schärer (* 1986) war als Triathletin aktiv.

## Sportliche Erfolge
| Datum/Jahr    | Rang | Wettbewerb                                       | Austragungsort    | Zeit     | Bemerkung |
| ------------- | ---- | ------------------------------------------------ | ----------------- | -------- | --- |
| 21. Apr. 2018 | 4    | Challenge Mogán Gran Canaria                     | Mogán             | 04:56:13 | schnellste Schwimmerin                                                                                                  |
| 26. Aug. 2017 | 2    | Ironman 70.3 Vichy                               | Vichy             |          | |
| 19. März 2017 | 8    | Ironman 70.3 Campeche                            | Campeche          | 04:43:00 | bei der Erstaustragung                                                                                                  |
| 10. Juli 2016 | 1    | Triathlon de Vitoria-Gasteiz                     | Vitoria-Gasteiz   | 04:28:23 | |
| 18. Juni 2016 | 8    | Ironman 70.3 Luxemburg                           | Remich            | 04:48:55 | Das Rennen musste witterungsbedingt als Duathlon ausgetragen werden (5 km Laufen, 90,1 km Radfahren und 21,1 km Laufen) |
| 20. März 2016 | 7    | Ironman 70.3 Monterrey                           | Monterrey         | 04:27:11 | |
| 29. Jan. 2016 | 9    | Ironman 70.3 Dubai                               | Dubai             |          | erstes Rennen der „Challenge Triple-Crown-Serie“                                                                        |
| 20. Sep. 2015 | 1    | Ironman 70.3 Cozumel                             | Cozumel           | 04:25:47 | |
| 18. Juli 2015 | 3    | 5150 Zürich                                      | Zürich            | 02:07:39 | |
| 21. Juni 2015 | 7    | Challenge Heilbronn                              | Heilbronn         | 04:56:31 | auf der Mitteldistanz                                                                                                   |
| 11. Apr. 2015 | 41   | ITU World Championship Series 2015               | Gold Coast        | 02:05:41 | |
| 7. März 2015  | 48   | ITU World Championship Series 2015               | Abu Dhabi         | 01:01:57 | im ersten Rennen der Saison auf der Sprintdistanz                                                                       |
| 20. Juli 2014 | 1    | Swiss Triathlon Meisterschaft Kurzdistanz        | Genf              | 02:16:02 | Schweizer Meisterin – im Rahmen des ETU Triathlon European Cup                                                          |
| 1. Juni 2014  | 7    | Ironman 70.3 Switzerland                         | Rapperswil-Jona   | 04:36:41 | [ 6 ] |
| 22. Sep. 2013 | 5    | Ironman 70.3 Cozumel                             | Cozumel           | 04:30:28 | |
| 15. Sep. 2012 | 2    | Swiss Triathlon Meisterschaft Kurzdistanz        | Murten            |          | [ 7 ] |
| 25. Aug. 2012 | 17   | ITU Sprint Triathlon World Championships         | Stockholm         | 01:02:07 | Triathlon-Weltmeisterschaft auf der Sprintdistanz                                                                       |
| 22. Juli 2012 | 3    | ITU Triathlon European Cup                       | Genf              | 02:22:17 | |
| 28. Aug. 2011 | 1    | Swiss Triathlon Meisterschaft Kurzdistanz U23    | Uster             |          | U23 Swiss Champion |
| 11. Sep. 2010 | 23   | ITU Triathlon World Championship U23             | Budapest          |          | U23-Weltmeisterschaft                                                                                                   |
| 28. Aug. 2010 | 9    | ETU Triathlon European Championship U23          | Vila Nova de Gaia |          | bei der U23-Triathlon-Europameisterschaft                                                                               |
| 24. Juli 2010 | 2    | Züri Triathlon                                   | Zürich            |          | |
| 2. Juli 2009  | 20   | ETU Triathlon European Championship Junior Women | Rijssen-Holten    |          | Triathlon-Junioren-Europameisterschaft                                                                                  |
| 10. Mai 2008  | 13   | ETU Triathlon European Championship Junior Women | Lissabon          |          | |
| 24. Aug. 2008 | 1    | Uster Triathlon                                  | Uster             |          | Siegerin Junioren |
| 30. Aug. 2007 | 31   | ITU Triathlon World Championship Junior Women    | Hamburg           |          | |
| 29. Juni 2007 | 24   | ETU Triathlon European Championship Junior Women | Kopenhagen        |          | |
| 23. Juni 2006 | 26   | ETU Triathlon European Championship Junior Women | Autun             |          | |

| Datum/Jahr    | Rang | Wettbewerb          | Austragungsort | Zeit     | Bemerkung                                                       |
| ------------- | ---- | ------------------- | -------------- | -------- | --------------------------------------------------------------- |
| 14. Okt. 2017 | 23   | Ironman Hawaii      | Hawaii         | 09:48:45 | erster Start auf Hawaii                                         |
| 30. Juli 2017 | 1    | Ironman Switzerland | Zürich         | 09:23:02 | Siegerin und erster Ironman-Sieg beim vierten Start in Zürich   |
| 27. Nov. 2016 | 6    | Ironman Mexico      | Cozumel        | 09:37:20 |                                                                 |
| 28. Aug. 2016 | 2    | Ironman Vichy       | Vichy          | 09:17:21 | Zweite nach über sechs Stunden in Führung gelegen               |
| 24. Juli 2016 | 4    | Ironman Switzerland | Zürich         | 09:37:26 |                                                                 |
| 29. Nov. 2015 | DNF  | Ironman Mexico      | Cozumel        | –        |                                                                 |
| 30. Nov. 2014 | 4    | Ironman Mexico      | Cozumel        | 09:38:20 |                                                                 |
| 27. Juli 2014 | 6    | Ironman Switzerland | Zürich         | 09:35:24 |                                                                 |
| 15. Aug. 2013 | 2    | Embrunman           | Embrun         | 11:21:53 | Zweite auf der Langdistanz                                      |
| 28. Juli 2013 | 2    | Ironman Switzerland | Zürich         | 09:28:28 | Zweite beim ersten Start auf der Ironman-Distanz als 23-Jährige |

| Datum/Jahr   | Rang | Wettbewerb                 | Austragungsort | Zeit    | Bemerkung                            |
| ------------ | ---- | -------------------------- | -------------- | ------- | ------------------------------------ |
| 1. März 2009 | 4    | Aquathlon Indoor de Vittel | Vittel         | 07:02,0 | hinter der Siegerin Melanie Annaheim |

| Datum/Jahr   | Rang | Wettbewerb                            | Austragungsort | Zeit | Bemerkung                                                                                |
| ------------ | ---- | ------------------------------------- | -------------- | ---- | ---------------------------------------------------------------------------------------- |
| 13. Mai 2007 | 1    | Swiss Duathlon Meisterschaft Jugend A | Irchel         |      | Siegerin Jugend A bei der Schweizer Duathlon-Meisterschaft im Rahmen des Irchel-Duathlon |

| Datum/Jahr    | Rang | Wettbewerb   | Austragungsort | Zeit     | Bemerkung                           |
| ------------- | ---- | ------------ | -------------- | -------- | ----------------------------------- |
| 12. Nov. 2017 | 2    | GFNY Cozumel | Cozumel        | 04:11:53 | 160 km Radfahren                    |
| Nov. 2016     | 1    | GFNY Cozumel | Cozumel        |          | Siegerin beim „Grand Fondo Cozumel“ |

(DNF – Did Not Finish)